# Świntuch – następnego dnia
Świntuch – następnego dnia (ang. Porky’s 2: The Next Day) – amerykański film komediowy z 1983 roku w reżyserii Boba Clarka. Kontynuacja filmu Świntuch z 1982 roku.
Film doczekał się kontynuacji filmu Świntuch 3: Zemsta z 1985 roku.

## Fabuła
Uczniowie liceum postanawiają wystawić „Wieczór z Szekspirem”. Niestety, niezadowolona Miss Balbricker i lokalny wielebny, twierdzą, że Szekspir jest nieprzyzwoity. Razem z grupką wiernych oraz ze skorumpowanymi radnymi doprowadzają do jego zamknięcia. Chłopcy jednak zrobią wszystko, by odegrać się na dewotkach.

## Obsada
- Dan Monahan jako Edward "Pee Wee" Morris
- Wyatt Knight jako Tommy Turner
- Mark Herrier jako Billy McCarthy
- Tony Ganios jako Anthony "Meat" Tuperello
- Scott Colomby jako Brian Schwartz
- Cyril O’Reilly jako Tim Cavanaugh
- Kaki Hunter jako Wendy Williams
- Ilse Earl jako pani Morris
- Eric Christmas jako pan Carter
- Nancy Parsons jako Beulah Balbricker